# Углич
Углич (рус. У́глич) град је у европском делу Русије у Јарославској области. Налази се на 200 километара северно од Москве, на реци Волги. По подацима из 2007. године Углич има 35.900 становника.
Град припада Златном кругу, групи историјских руских градова североисточно од Москве.

## Становништво
Према прелиминарним подацима са пописа, у граду је 2010. живело становника, (%) више него 2002.
| 1939.  | 1959.  | 1970.  | 1979.  | 1989.  | 2002.  | 2010.  |
| ------ | ------ | ------ | ------ | ------ | ------ | ------ |
| 12.282 | 28.890 | 35.463 | 39.069 | 39.975 | 38.260 | 34.507 |